# Alive, She Cried
Alive, She Cried este un album live al trupei americane de rock The Doors ; titlul albumului este luat dintr-un vers al melodiei "When The Music's Over". Înregistrările sunt din diferite concerte din intervalul 1968 - 1970; printre melodii se află și "Gloria", original un hit al formației Them dar și o variantă mai întinsă a celei mai cunoscute piese The Doors, "Light My Fire". John Sebastian de la The Lovin' Spoonful s-a alăturat grupului pe scenă pentru a cânta la muzicuță pe "Little Red Rooster", originală a lui Willie Dixon . În 1991 a fost lansat In Concert, un dublu album care conținea toate melodiile de pe Alive, She Cried și Absolutely Live precum și alte câteva cântece live. 

## Lista pieselor
1. "Gloria" (Van Morrison) (6:17)
2. "Light My Fire" (9:51)
3. "You Make Me Real" (3:06)
4. "The WASP (Texas Radio and The Big Beat)" (1:52)
5. "Love Me Two Times" (3:17)
6. "Little Red Rooster" (Willie Dixon) (7:05)
7. "Moonlight Drive" Incl. "Horse Latitudes" (5:34)

## Single-uri
- "Gloria" (1983)
- "Moonlight Drive" (1983)

## Componență
- Jim Morrison - voce
- Robby Krieger - chitară
- Ray Manzarek - orgă, claviaturi-bas
- John Densmore - tobe